# Anisofil·leàcies
Anisophylleaceae és unapetita família de plantes amb flors. Conté 4 gèneres i està dins l'ordre Cucurbitales, segons el sistema de classificació APG II. Les seves flors tenen algunes similituds amb les del gènere Ceratopetalum (família Cunoniaceae, ordre Oxalidales).
És una família de distribució pantropical i conté arbusts i arbres, es troben en les selves tropicals humides i en aiguamolls d'Amèrica, Àfrica i Asia.
Les seves fulles són palmades i de textura més aviat coriàcia, sovint les fulles són asimètriques a la seva base.
El fruit és una drupa o una sàmara.